# Phaedrotoma oeconomica
Phaedrotoma oeconomica är en stekelart som först beskrevs av Fischer 1962.  Phaedrotoma oeconomica ingår i släktet Phaedrotoma och familjen bracksteklar. Inga underarter finns listade i Catalogue of Life.